# Jindřichovice (Sokolovi járás)

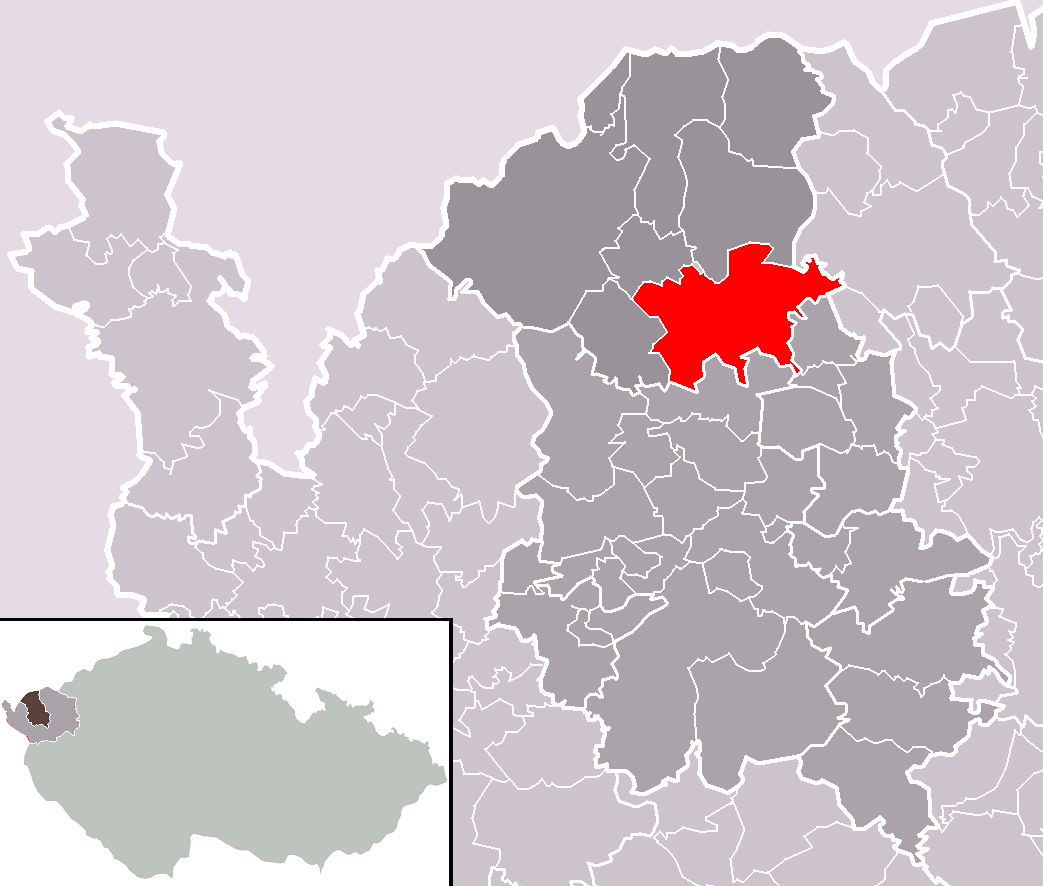
Közigazgatási területe

Jindřichovice (németül: Heinrichsgrün) község Csehországban a Karlovy Vary-i kerület Sokolovi járásában. Közigazgatásilag hozzá tartoznak Háj (Silbersgrün), Heřmanov (Hermannsgrün), Hradecká (Scheft), Loučná (Waitzengrün), Poušť (Oed), Smrčina (Kronesberg), Stará (Altengrün) és Mezihorská (Kührberg) települések.

## Története
Elsőként 1273-ban X. Gergely pápa oklevele említi, ekkor a Tepl kolostorhoz tartozott. 1434 és 1672 között Heinrichsgrün a Schlick-család birtokában volt, ezen időszakban a település virágkorát élte főként ezüst- és ólombányászata miatt. 1537-ben városi rangra emelték. Első városházát 1518-ban, sörfőzdéjét 1537-ben, iskoláját 1592-ben építették.
1672-ben Otto von Nostitz szerezte meg, s a család birtokában maradt 1945-ig. Az első világháború idején a monarchia egyik hadifogolytábora volt a város közelében, főként szerb, orosz és olasz hadifoglyokkal. A második világháború után német lakosságát a csehszlovák hatóságok Németországba toloncolták.

## Nevezetességek
- Kastélyát 1672-ben Johann Hartwig von Nostitz építtette. Az építmény a reneszánsz stílusú Schlick-erőd átépítésével jött létre. A 19. század második felében álgótikus stílusban ismét átépítették. Jelenleg járási levéltár.
- Szent Márton tiszteletére szentelt római katolikus templomát 1803-ban építették. A torony felső részének falai nyolcszöget képeznek.
- Hadifoglyok mauzóleuma. Az első világháború idején a helyi hadifogolytáborban elhunyt 7100 jugoszláv és 189 orosz katona emlékére állíttatta az egykori jugoszláv kormány.
- Az első világháború helybéli hősi halottainak emlékműve.
- Vadászkastély.
- Évszázados védett fája.

## Népesség
A település népessége az elmúlt években az alábbi módon változott:
| Lakosok száma | 3597 | 3570 | 3380 | 892  | 394  | 386  | 478  | 491  | 506  | 521  |
|               | 1869 | 1890 | 1921 | 1950 | 1980 | 2001 | 2017 | 2019 | 2022 | 2024 |

## Híres emberek
- Itt született 1605. december 22-én Balthasar Rösler német bányamérnök

## Képtár

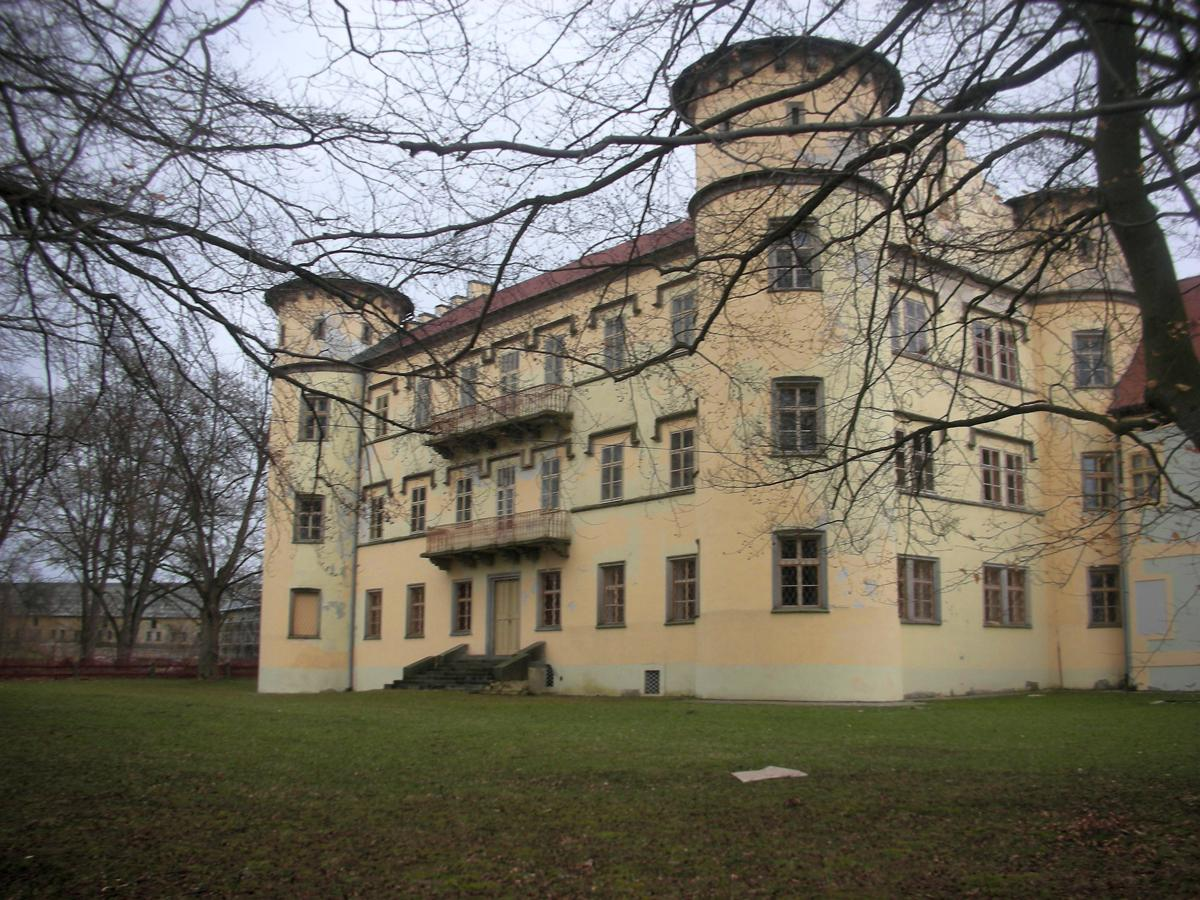
Kastélya jelenleg levéltár
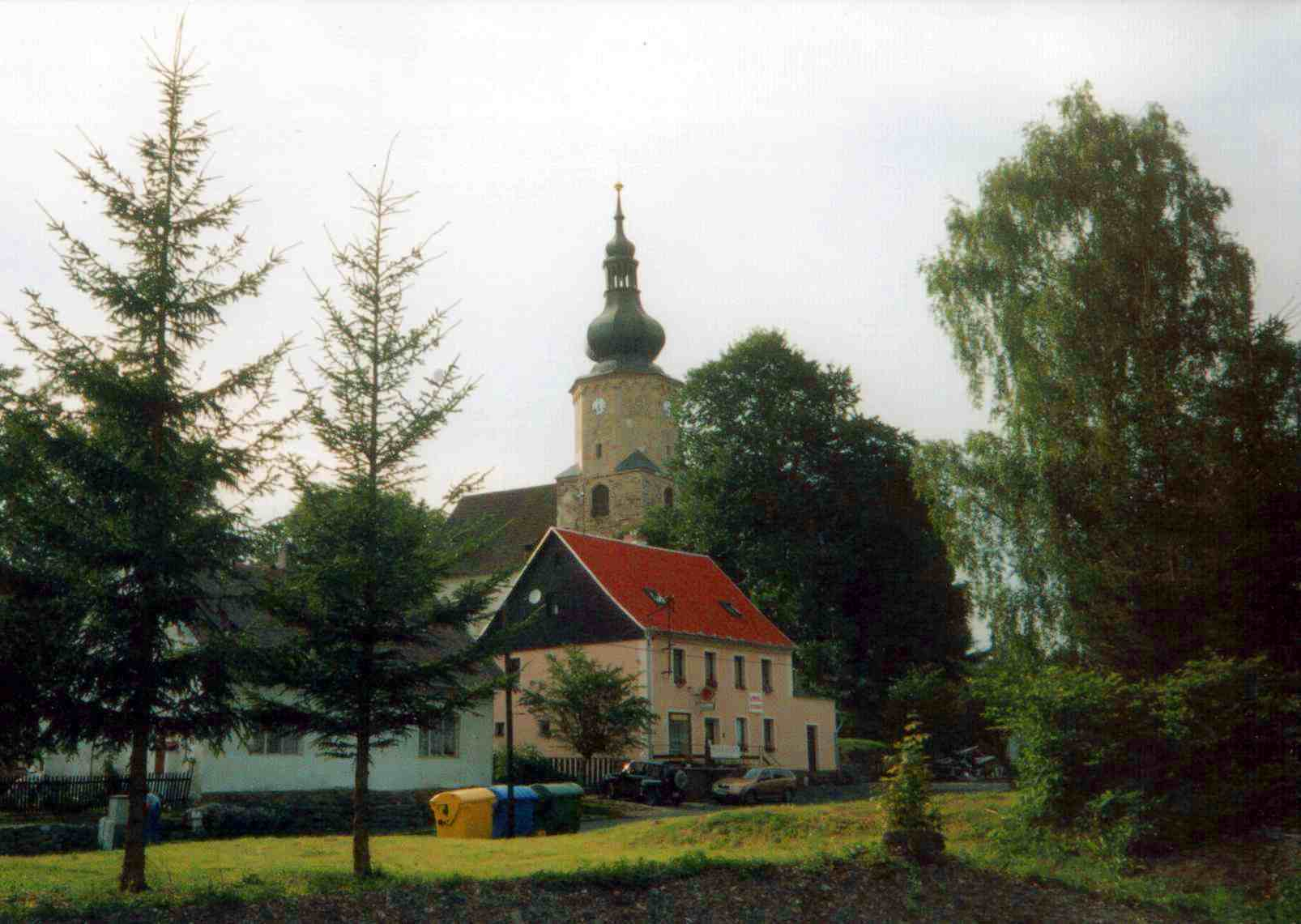
Szent Márton templom
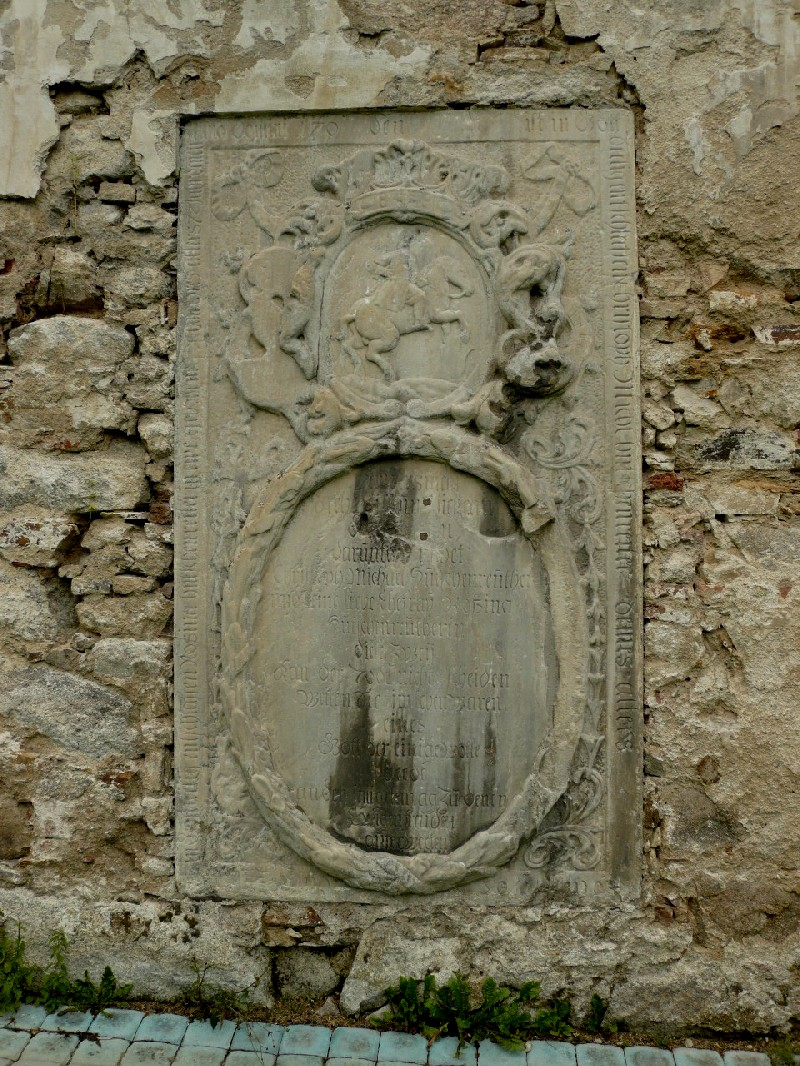
Dombormű a Szent Márton templom falán
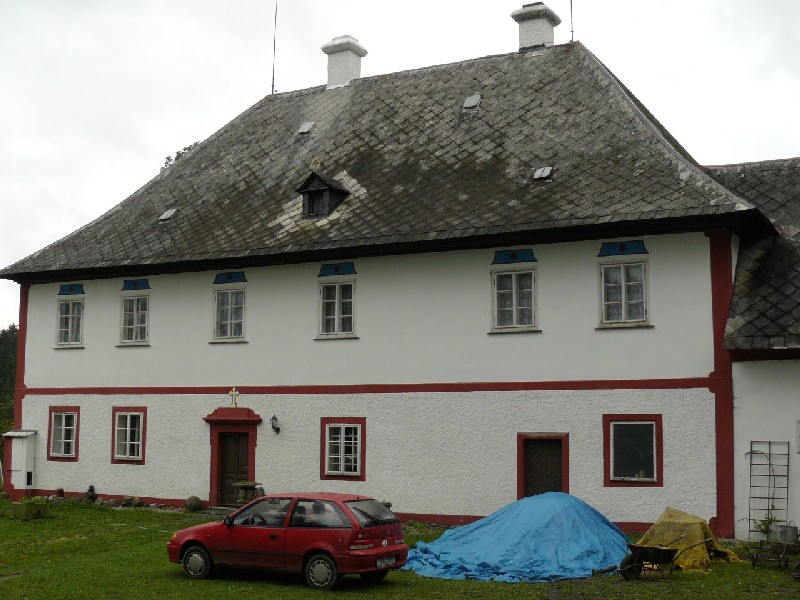
Plébánia
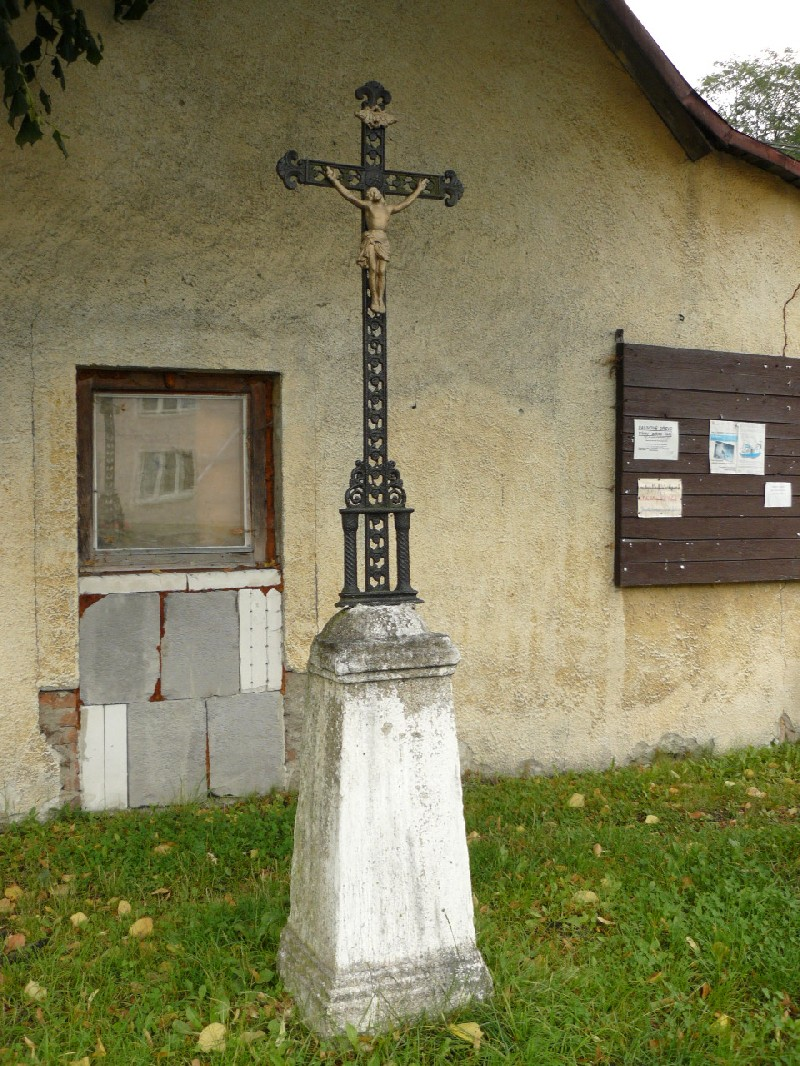
Feszület
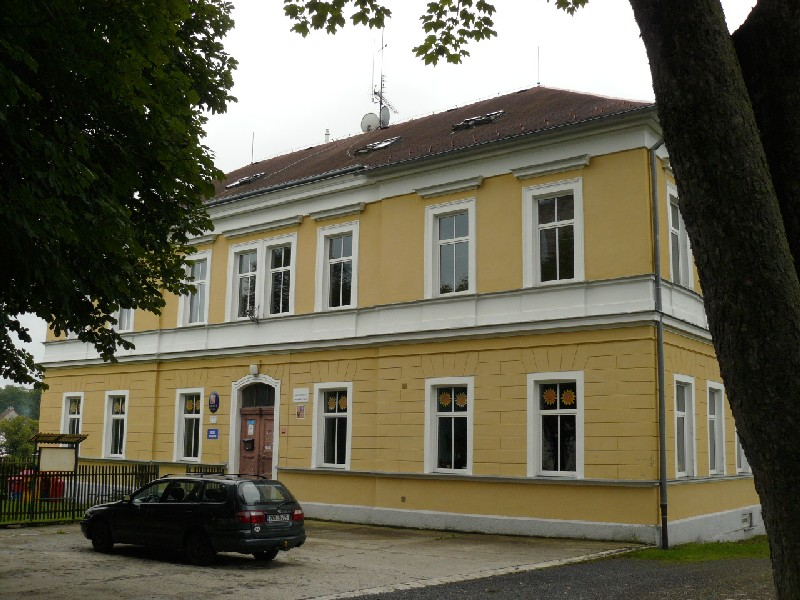
Polgármesteri hivatal
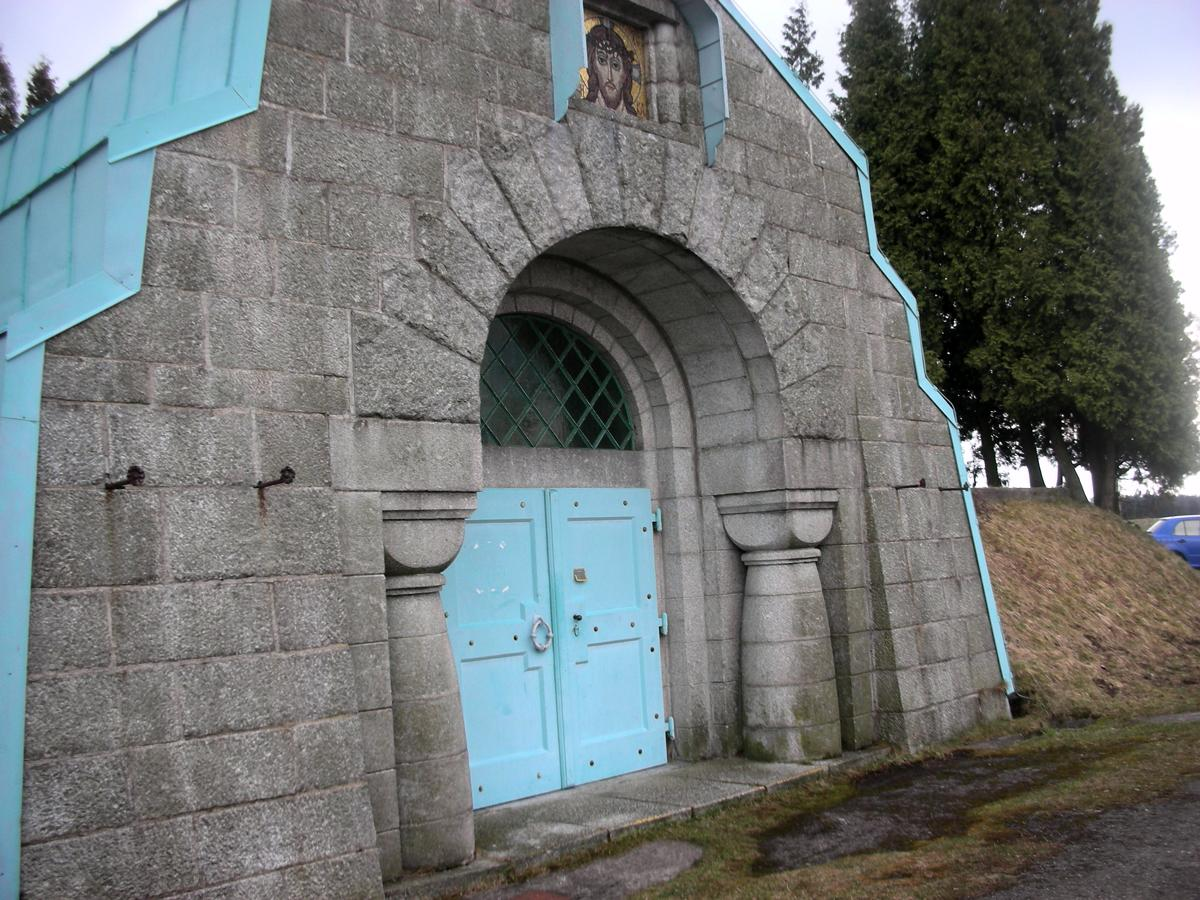
Hadifoglyok mauzóleuma
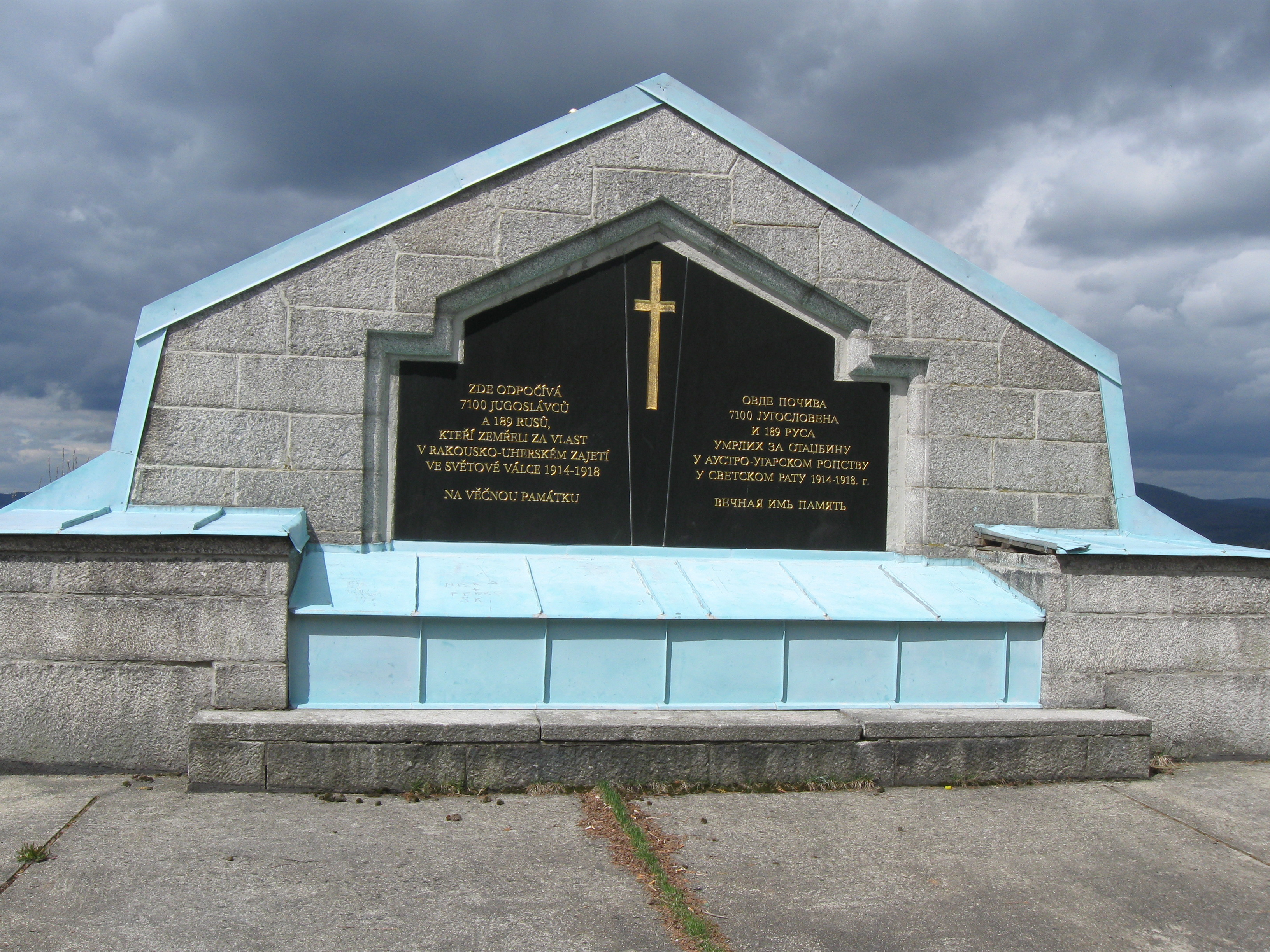
Emléktábla a hadifoglyok mauzóleumán
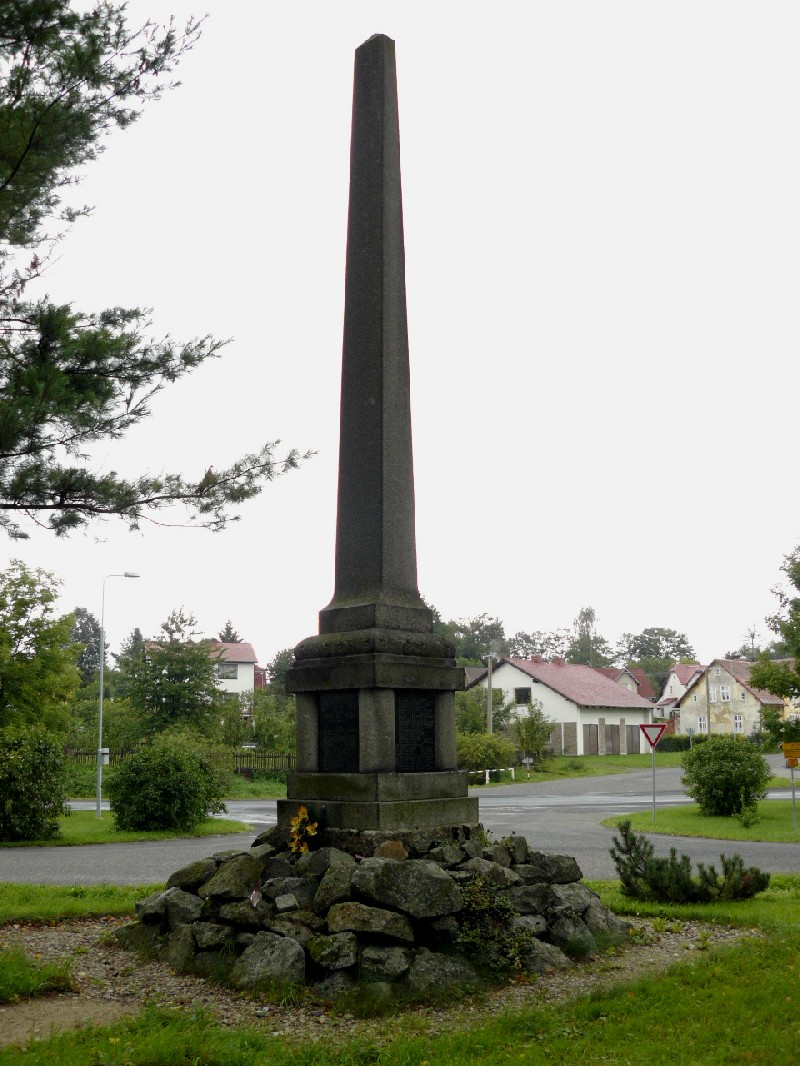
Az első világháború helybéli hősi halottainak emlékműve
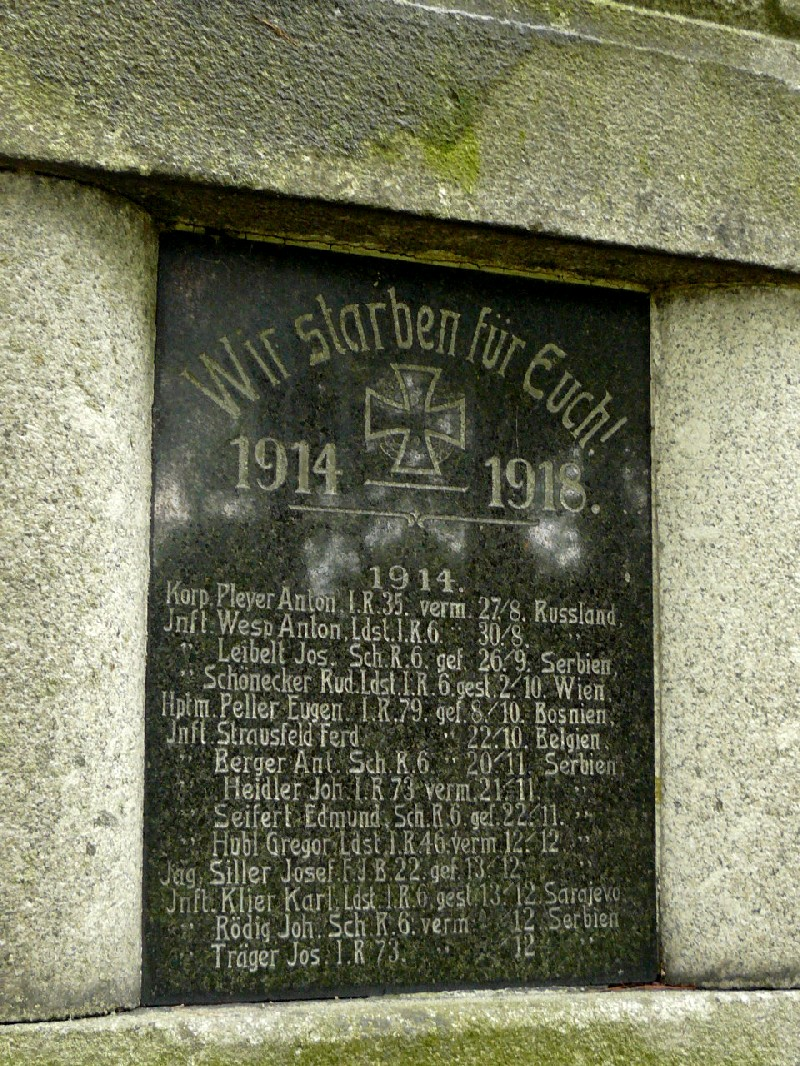
Emléktábla a hősi halottak emlékművén
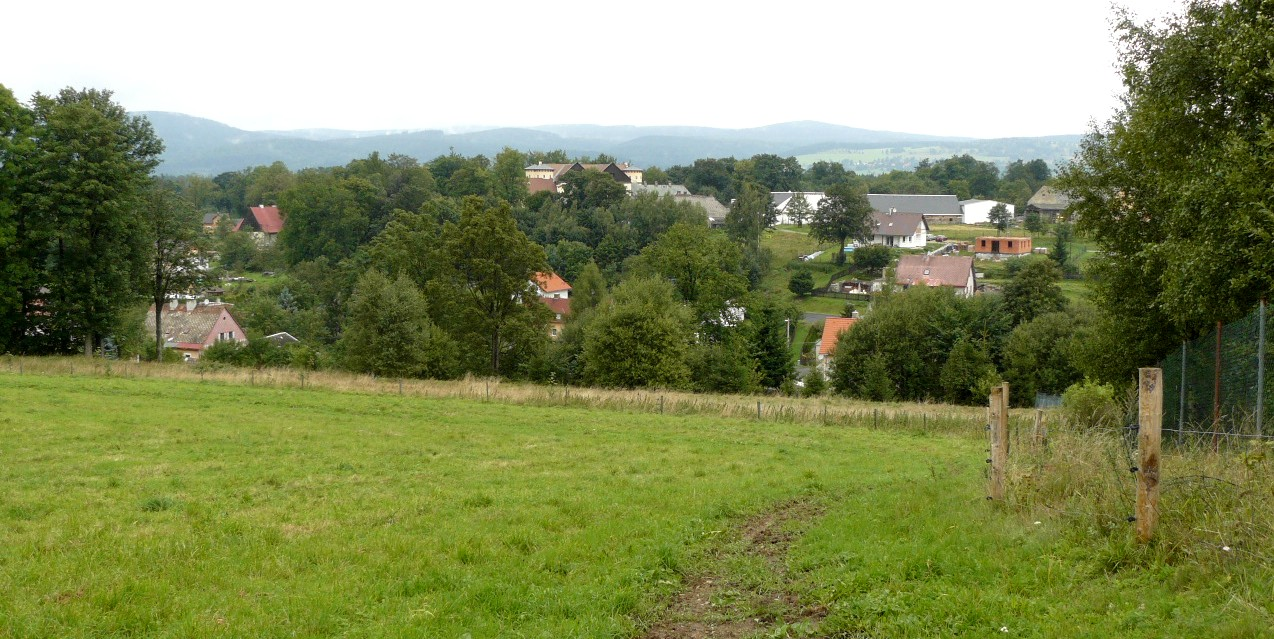
Jindřichovice látképe
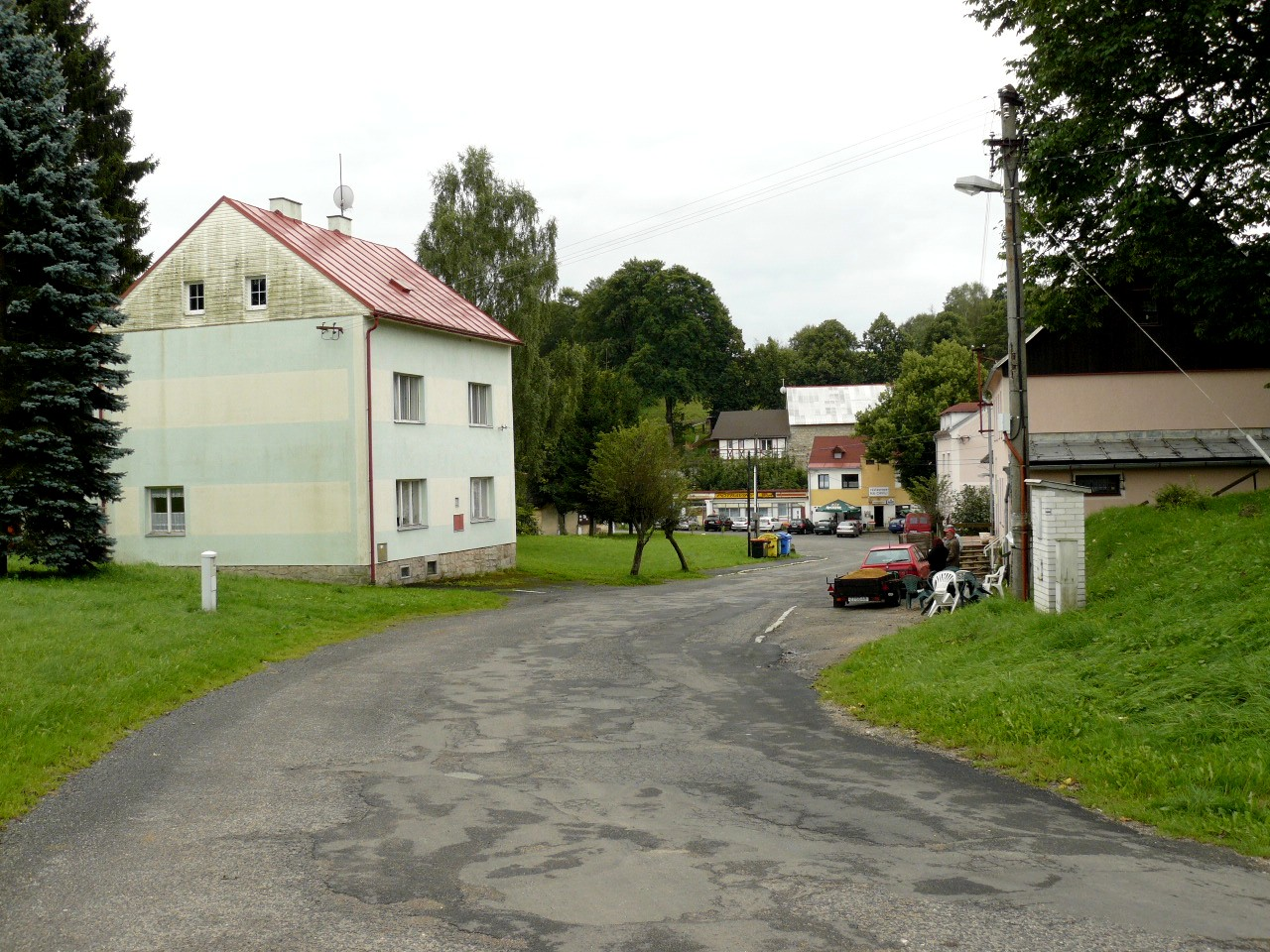
Utcarészlet
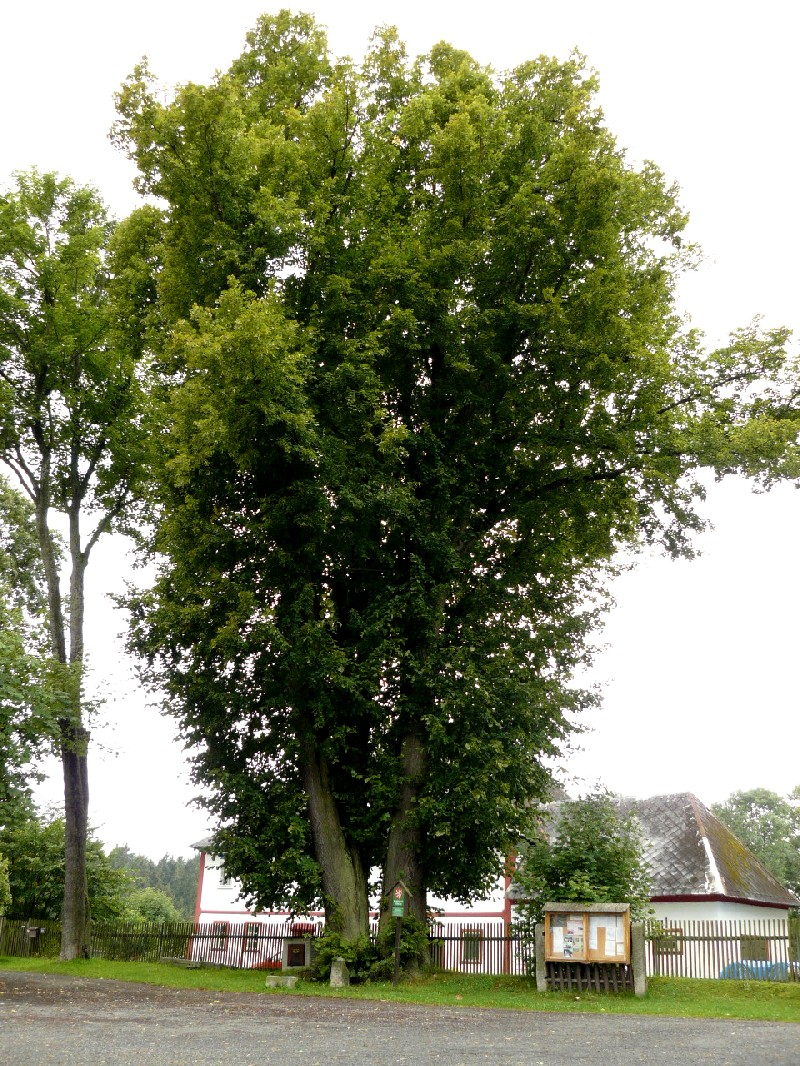
Évszázados védett fája
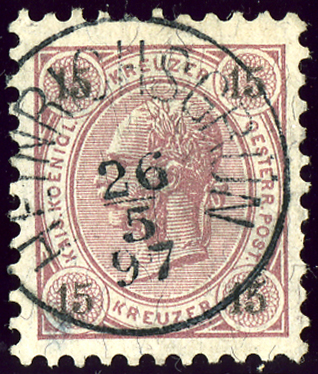
Heinrichsgrün postabélyegzőjének lenyomata 1897-ből

## Fordítás
Ez a szócikk részben vagy egészben a Jindřichovice című német Wikipédia-szócikk ezen változatának fordításán alapul.  Az eredeti cikk szerkesztőit annak laptörténete sorolja fel. Ez a jelzés csupán a megfogalmazás eredetét és a szerzői jogokat jelzi, nem szolgál a cikkben szereplő információk forrásmegjelöléseként.